# متعب التركي
متعب التركي متعب بن فهد بن خضير بن تركي العبيوي المطيري شاعر سعودي، من الشعراء الذين تركوا لهم بصمة في الساحة الشعبية ونشر في أغلب الصحف والمجلات الشعبية، رغم قلة ظهوره في الإعلام المرئي إلا أنه تصدر أغلفة المجلات الشعبية مثل مجلة المختلف ومجلة فواصل، وصدر له ديوان (صفحة الماضي) عام 2014.

## نبذة عنه
سعودي الأصل درس في جامعة الكويت بكلية العلوم الاجتماعية، وبعد أن حصل على الشهادة الجامعية انتقل إلى المملكة العربية السعودية، وأصبح مدرساً في إحدى مدارس حفر الباطن.

## اعتزاله
لم يعتزل الشعر نهائيا وظهر في لقاءات تلفزيونية بعد الالتزام وأجرى العديد من اللقاءات الصحفية.

## ديوانه
http://www.adab.com/folk/modules.php?name=Sh3er&doWhat=lsq&shid=595&start=0
1. ↑  "https://www.alriyadh.com/687966". مؤرشف من الأصل في 2021-03-22. {{استشهاد ويب}}: روابط خارجية في |عنوان= (مساعدة)
2. ↑  "«حمدان بن محمد للإبداع» ترفد مكتبة «النبطي» بـ 20 إصداراً". www.emaratalyoum.com. مؤرشف من الأصل في 2014-11-29. اطلع عليه بتاريخ 2022-09-25.

## وصلات خارجية
https://twitter.com/#!/Muteb_Alturki

## قصايد ولقاءات
http://www.youtube.com/watch?v=pzvczF-Gym4